# Micro-DVI

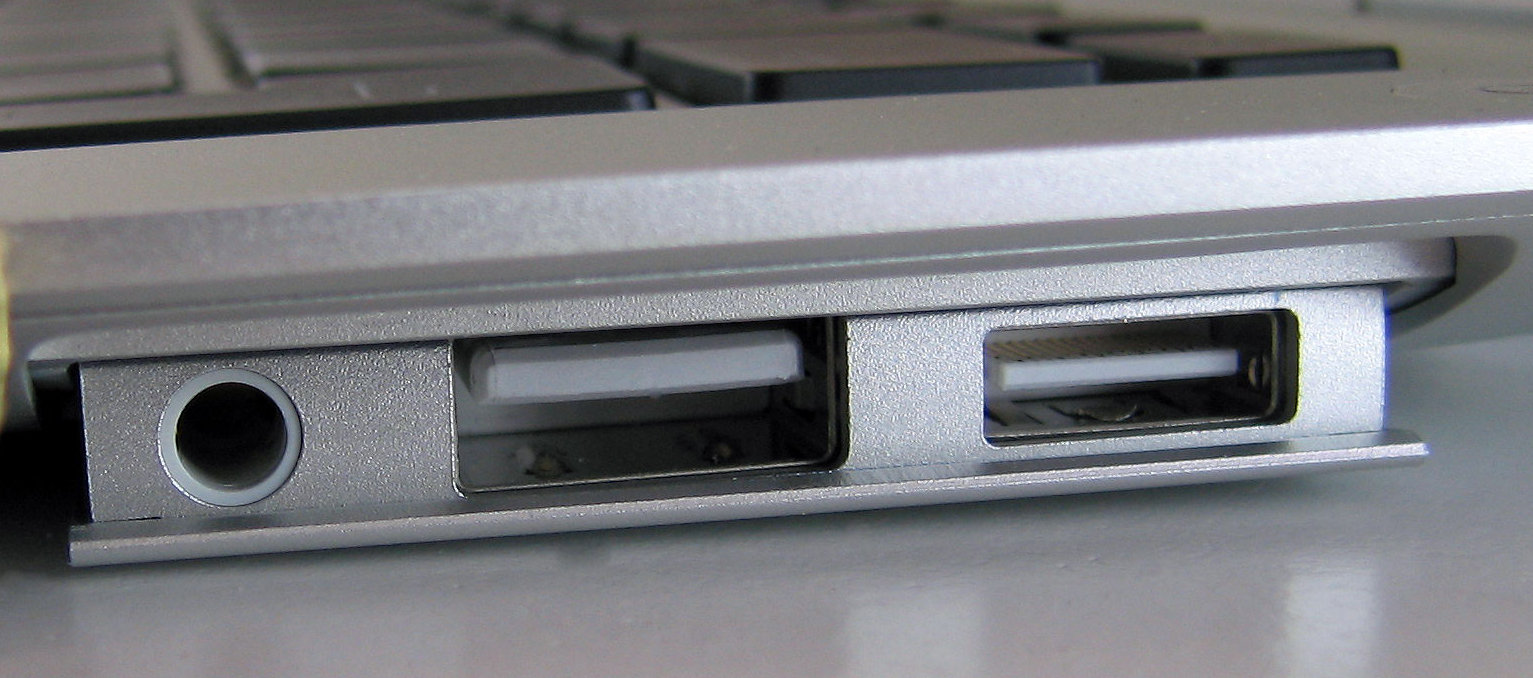
由左到右：TRS、USB及Micro-DVI

Micro-DVI接口用於蘋果公司的電腦上，用于2009年以前的MacBook Air。用在蘋果電腦硬件上的Micro-DVI接口能夠通過不同的適配器通過DDC檢測EDID（Extended display identification data），傳送DVI、VGA或者電視信號。這種接口通常是用來代替DVI接口以減少設備的物理尺寸大小。它需要一個Micro-DVI適配器來連接其他顯示器。同Mini-DVI一样,Micro-DVI並不支持雙通道連接因此並不支持高於1920x1200 @60Hz的分辨率。
Micro-DVI適配器有以下幾種：
Apple Micro-DVI to VGA Adapter Apple part#  （页面存档备份，存于）（MB203G/A）
Apple Micro-DVI to Video Adapter Apple part#  （页面存档备份，存于）（MB202G/A）
Apple Micro-DVI to DVI Adapter (DVI-D) Apple part#  （页面存档备份，存于）（MB204G/A）
如果需要使用DVI-I接口，必須把Micro-DVI to DVI-D線連接到一個DVI-D to DVI-I適配器上。